# Linh dương lau sậy miền núi
Linh dương lau sậy miền núi (Redunca fulvorufula) là một loài động vật có vú trong họ Bovidae, bộ Artiodactyla. Loài này được Afzelius mô tả năm 1815.

## Hình ảnh

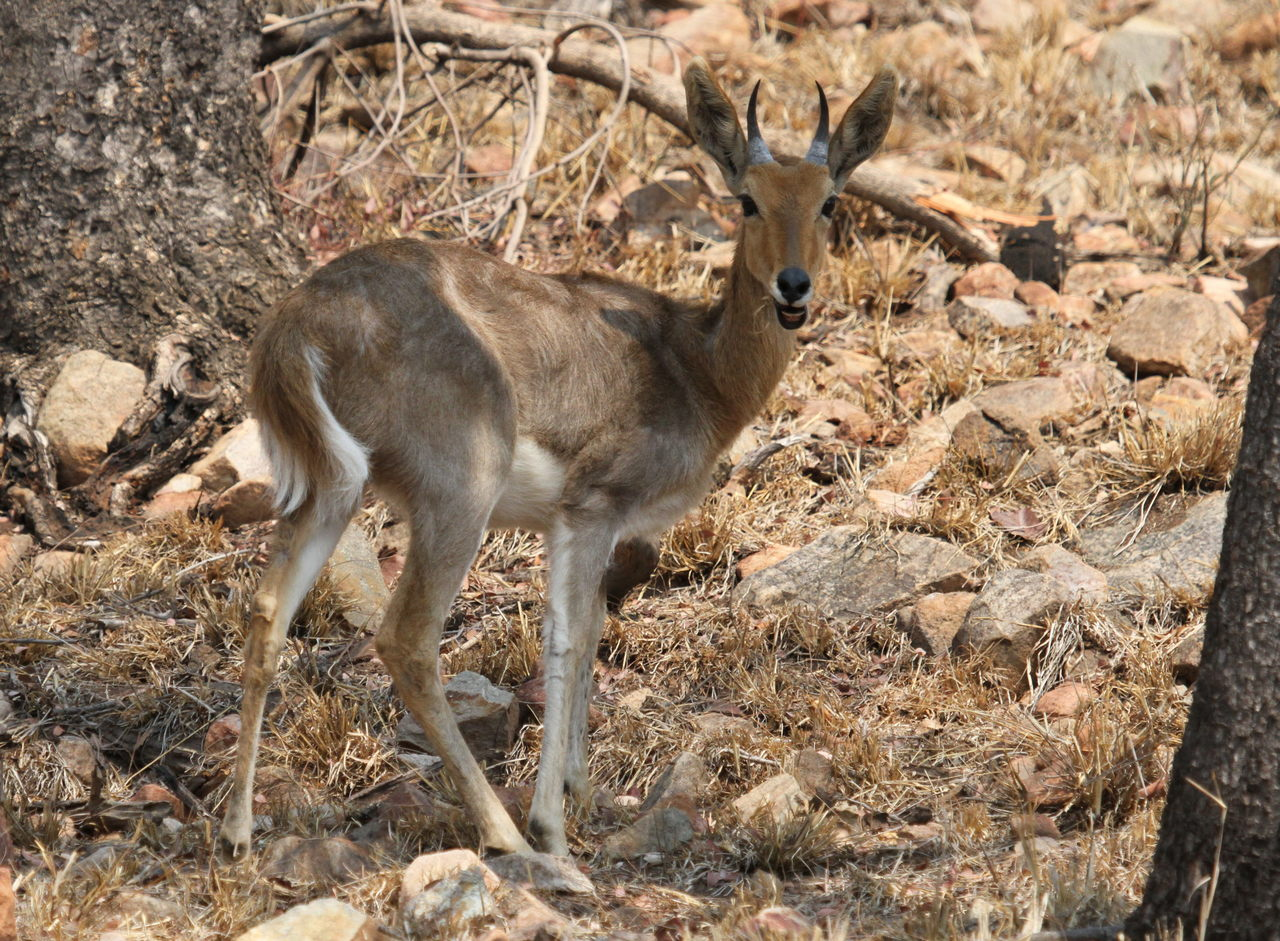